# Ruha Tamás
Ruha Tamás (Debrecen, 1978. április 20. –) humorista, a Stand up comedy Humortársulat felfedezettje és tagja.

### Humorista pályafutása
A félig roma, félig magyar Ruha Tamás a Stand up comedy Humortársulat Humortechnikum című tehetségkutató versenyének 2018-as győzteseként indította el humorista karrierjét. Azóta a társulat állandó tagja, Budapesten és vidéken rendszeresen lép fel stand-up műsorával.

### Magánélete
Felesége Pintér Tímea, aki 2002 óta a debreceni Csokonai Nemzeti Színház operatagozatának művésze, és 2005-ben indította könnyűzenei pályafutását. 2020. március 5-én házasodtak össze Hajdúszoboszlón titokban, mindössze 4 fő részvételével.  Feleségével rendszeresen adományoznak is különféle szervezetek számára.